# Lista de personagens de CSI: NY

Logotipo do seriado.

CSI: NY foi uma série televisiva estadunidense de polícia processual que foi veiculada na rede CBS de 22 de setembro de 2004 a 22 de fevereiro de 2013, totalizando nove temporadas e 197 episódios originais. Originalmente produzida em parceria com a empresa de mídia canadense Alliance Atlantis, a série é uma obra derivada de CSI: Miami, sendo a terceira série da franquia CSI: Crime Scene Investigation. O enredo segue as investigações de uma equipe de cientistas forenses e policiais identificados como "Crime Scene Investigators" (Investigadores da Cena do Crime), desvendando as circunstâncias por trás de mortes misteriosas e incomuns, bem como outros crimes.
Ao longo de suas nove temporadas, CSI: NY apresenta dez personagens principais, sendo que seis delas foram introduzidas no primeiro episódio intitulado "Blink". No entanto, das seis personagens, cinco apareceram no episódio ""MIA/NYC NonStop" de CSI: Miami, que foi originalmente transmitido antes do lançamento de sua derivação. Na primeira aparição, um policial de Nova Iorque é morto, Horatio Caine (David Caruso) então une-se com os investigadores da cidade: Mac Taylor (Gary Sinise), Stella Bonasera (Melina Kanakaredes), Danny Messer (Carmine Giovinazzo), Aiden Burn (Vanessa Ferlito) e Sheldon Hawkes (Hill Harper).

## Elenco
| Personagem         | Temporadas         | Temporadas         | Temporadas         | Temporadas         | Temporadas         | Temporadas         | Temporadas         | Temporadas         | Temporadas         |
| Personagem         | 1.ª (2004-2005)    | 2.ª (2005-2006)    | 3.ª (2006-2007)    | 4.ª (2007-2008)    | 5.ª (2008-2009)    | 6.ª (2009-2010)    | 7.ª (2010-2011)    | 8.ª (2011-2012)    | 9.ª (2012-2013)    |
| ------------------ | ------------------ | ------------------ | ------------------ | ------------------ | ------------------ | ------------------ | ------------------ | ------------------ | ------------------ |
| Mac Taylor         | Gary Sinise        | Gary Sinise        | Gary Sinise        | Gary Sinise        | Gary Sinise        | Gary Sinise        | Gary Sinise        | Gary Sinise        | Gary Sinise        |
| Stella Bonasera    | Melina Kanakaredes | Melina Kanakaredes | Melina Kanakaredes | Melina Kanakaredes | Melina Kanakaredes | Melina Kanakaredes |                    |                    |                    |
| Danny Messer       | Carmine Giovinazzo | Carmine Giovinazzo | Carmine Giovinazzo | Carmine Giovinazzo | Carmine Giovinazzo | Carmine Giovinazzo | Carmine Giovinazzo | Carmine Giovinazzo | Carmine Giovinazzo |
| Aiden Burn         | Vanessa Ferlito    | Vanessa Ferlito    |                    |                    |                    |                    |                    |                    |                    |
| Dr. Sheldon Hawkes | Hill Harper        | Hill Harper        | Hill Harper        | Hill Harper        | Hill Harper        | Hill Harper        | Hill Harper        | Hill Harper        | Hill Harper        |
| Don Flack          | Eddie Cahill       | Eddie Cahill       | Eddie Cahill       | Eddie Cahill       | Eddie Cahill       | Eddie Cahill       | Eddie Cahill       | Eddie Cahill       | Eddie Cahill       |
| Lindsay Messer     |                    | Anna Belknap       | Anna Belknap       | Anna Belknap       | Anna Belknap       | Anna Belknap       | Anna Belknap       | Anna Belknap       | Anna Belknap       |
| Dr. Sid Hammerback |                    | Robert Joy         | Robert Joy         | Robert Joy         | Robert Joy         | Robert Joy         | Robert Joy         | Robert Joy         | Robert Joy         |
| Adam Ross          |                    | A. J. Buckley      | A. J. Buckley      | A. J. Buckley      | A. J. Buckley      | A. J. Buckley      | A. J. Buckley      | A. J. Buckley      | A. J. Buckley      |
| Jo Danville        |                    |                    |                    |                    |                    |                    | Sela Ward          | Sela Ward          | Sela Ward          |

Legenda
| Cor | Papel                 |
| --- | --------------------- |
|     | Principal             |
|     | Secundário/Recorrente |
|     | Sem aparições         |

## Personagens principais
| Personagem                           | Temporadas | Imagem | Descrição |
| ------------------------------------ | ---------- | ------ | --- |
| Mac Taylor (Gary Sinise)             | 1–9        |        | McCanna "Mac" Llewellyn Taylor, detetive de primeiro grau e diretor do laboratório criminal do Departamento de Polícia de Nova Iorque. Nascido em Chicago, Mac juntou-se ao Corpo de Fuzileiros Navais, e foi um veterano dos atentados de Beirute (onde foi gravemente ferido e tem uma cicatriz bem perto de seu coração) e da Guerra do Golfo. Depois de servir na Marinha, ele foi dispensado em março de 1992, tendo alcançado o posto de Major. Mac perdeu sua esposa, Claire, nos atentados de 11 de Setembro, envolvendo-se romanticamente com a legista Peyton Driscoll e posteriormente com Christine Whitney. |
| Stella Bonasera (Melina Kanakaredes) | 1–6        |        | Stella Bonasera é uma órfã com descendências grega e italiana, detetive de primeiro grau e assistente supervisora da equipe de Mac do do Departamento de Polícia de Nova Iorque. As táticas agressivas de Stella geraram várias reclamações, ela se demite do laboratório após o final da sexta temporada para administrar o laboratório criminal de Nova Orleães. |
| Danny Messer (Carmine Giovinazzo)    | 1–9        |        | Danny Messer, detetive de terceiro grau e CSI da equipe do Mac. Danny cresceu em Staten Island, no bairro da gangue Tanglewood boys. No entanto, afirmou que não chegou a fazer parte da mesma, diferente do seu irmão. Envolveu-se em um relacionamento com Lindsay Monroe, com quem teve uma filha. |
| Aiden Burn (Vanessa Ferlito)         | 1–2        |        | Aiden Burn, nativa do Brooklyn e detetive de terceiro grau atribuída à equipe de Taylor. Na primeira temporada, ela é a mais nova integrante da equipe, sendo demitida do laboratório após considerar o plantio de provas em um suspeito de estupro. Aiden passa a pedir uma licença de investigadora particular e continua a investigar esse suspeito. Ela é fatalmente espancada e incendiada como resultado, deixando toda a equipe devastada. Durante seu assassinato, ela conseguiu deixar evidências suficientes para condenar seu assassino.                                                                      |
| Dr. Sheldon Hawkes (Hill Harper)     | 1–9        |        | Sheldon Hawkes, inicialmente legista, tornou-se um CSI da equipe de Mac durante a segunda temporada. Ele se formou na faculdade com 18 anos e trabalhou como cirurgião, abandonando a carreira devido a duas perdas de pacientes durante as cirurgias. Posteriormente, inicia um namoro com sua antiga amiga, Camille Jordanson. |
| Don Flack (Eddie Cahill)             | 1–9        |        | Don Flack, detetive de primeiro grau do Departamento de Homicídio da Polícia de Nova Iorque. Ele pode muitas vezes ser visto interrogando suspeitos com um humor característico e sarcasmo. Embora não tão altamente educado quanto os CSIs, apesar disso, apresenta-se como uma personagem sensível principalmente com o assassinato da detetive Jessica Angell. Envolveu-se em um relacionamento com a detetive Jamie Lovato. |
| Lindsay Messer (Anna Belknap)        | 2–9        |        | Lindsay Messer (sobrenome de solteira: Monroe), detetive de terceiro grau, trabalhou como CSI em Montana antes de ser transferida para Nova Iorque, casa com Danny Messer e tem uma filha com ele. Lindsay é premiada pelo Departamento de Polícia de Nova Iorque por matar um fugitivo psicopata em sua própria casa. |
| Dr. Sid Hammerback (Robert Joy)      | 2–9        |        | Sid Hammerback, legista chefe do Departamento de Polícia de Nova Iorque. Pai de duas filhas adolescentes e divorciado por duas vezes. Na nona temporada, ele é diagnosticado com câncer, contando apenas para Jo Danville. |
| Adam Ross (A. J. Buckley)            | 2–9        |        | Adam Ross, técnico de laboratório nativo do estado do Arizona. Sua especialidade é rastrear evidências, acompanhando de vez em quando os CSIs para cenas de crime para ajudar na reconstrução ou coleta de evidências. Fora do trabalho, ele se interessa por várias subculturas, incluindo a vontade de namorar uma Garota Suicida. |
| Jo Danville (Sela Ward)              | 7–9        |        | Jo Danville, detetive de primeiro grau, investigadora qualificada, especialista em perfis criminais e a mais recente supervisora assistente da equipe de Mac. Ela era uma agente especial de supervisão do FBI em Washington antes de sua demissão após ter denunciado um técnico corrupto. Ela tem um filho adolescente, Tyler, de seu casamento anterior com um agente do FBI e uma filha adotiva, Ellie. |

## Personagens recorrentes

### Membros do laboratório
| Personagem                                              | Intérprete         | Primeira aparição              | Última aparição        | Ref    |
| ------------------------------------------------------- | ------------------ | ------------------------------ | ---------------------- | ------ |
| Dr. Leonard Giles Técnico do Laboratório de Toxicologia | J. Grant Albrecht  | "Blink"                        | "The Dove Commission"  | [ 32 ] |
| Jane Parsons Técnica do Laboratório de DNA              | Sonya Walger       | "Three Generations are Enough" | "Charge of this Post"  | [ 33 ] |
| Chad Willingham Técnico do Laboratório de Balística     | Chad Lindberg      | "Hush"                         | "On The Job"           | [ 34 ] |
| Zack Shannon Técnico do Laboratório de Vestígio         | David Julian Hirsh | "Summer in the City"           | "Zoo York"             | [ 35 ] |
| Dr. Evan Zao Legista                                    | Ron Yuan           | "Summer in the City"           | "Corporate Warriors"   | [ 36 ] |
| Dr. Marty Pino Legista                                  | Jonah Lotan        | "Trapped"                      | "Point of No Return"   | [ 37 ] |
| Dra. Peyton Driscoll Legista                            | Claire Forlani     | "People With Money"            | "Point of View"        | [ 38 ] |
| Kendall Novak Técnica do Laboratório de Vestígio        | Bess Wohl          | "Can You Hear Me Now?"         | "Playing with Matches" | [ 39 ] |
| Haylen Becall Técnica do Laboratório                    | Sarah Carter       | "Epilogue"                     | "Dead Reckoning"       | [ 40 ] |

### Familiares e amigos
| Personagem           | Intérprete                                                           | Relacionamento                                | Primeira aparição     | Última aparição   | Ref    |
| -------------------- | -------------------------------------------------------------------- | --------------------------------------------- | --------------------- | ----------------- | ------ |
| Reed Garrett         | Kyle Gallner                                                         | Filho da ex-esposa de Mac Taylor.             | "Consequences"        | "Pot of Gold"     | [ 41 ] |
| Samantha Flack       | Kathleen Munroe                                                      | Irmã de Don Flack                             | "Veritas"             | "Misconceptions"  | [ 42 ] |
| Terrence Davis       | Nelly                                                                | Informante de Don Flack                       | "Turbulence"          | "Cuckoo's Nest"   | [ 43 ] |
| Lucy Messer          | Nadia e Talia Hartounian (temporada 8) Brooklyn Silzer (temporada 9) | Filha de Danny Messer e Lindsay Monroe Messer | "Greater Good"        | "Unspoken"        | [ 44 ] |
| Ellie Danville       | Sydney Park                                                          | Filha adotiva de Jo Danville                  | "Do Not Pass Go"      | "2,918 Miles"     | [ 45 ] |
| Russ Josephson       | David James Elliott                                                  | Ex-marido de Jo Danville                      | "To What End?"        | "Identity Crisis" | [ 46 ] |
| Claire Conrad Taylor | Jaime Ray Newman                                                     | Ex-esposa de Mac Taylor                       | "Indelible"           | "Near Death"      | [ 47 ] |
| Christine Whitney    | Megan Dodds                                                          | Noiva de Mac Taylor                           | "Brooklyn 'Til I Die" | "Today is Life"   | [ 48 ] |

### Oficiais
| Personagem                         | Intérprete         | Primeira aparição        | Última aparição    | Ref    |
| ---------------------------------- | ------------------ | ------------------------ | ------------------ | ------ |
| Detetive Kaile Maka                | Kelly Hu           | "Tri-Borough"            | "Fare Game"        | [ 49 ] |
| Detetive Jessica Angell            | Emmanuelle Vaugier | "People With Money"      | "Pay Up"           | [ 50 ] |
| Vice-Inspetor Stanton Gerrard      | Carmen Argenziano  | "Raising Shane"          | "Admissions"       | [ 51 ] |
| Chefe de Gabinete Brigham Sinclair | Mykelti Williamson | "Cold Reveal"            | "Dead Reckoning"   | [ 52 ] |
| Vice-Inspetora Gillian Whitford    | Julia Ormond       | "My Name is Mac Taylor"  | "The Party's Over" | [ 53 ] |
| Chefe-Inspetor Ted Carver          | John Larroquette   | "Hide Sight"             | "Justified"        | [ 54 ] |
| Oficial Lauren Cooper              | Jeananne Goossen   | "Cavallino Rampante"     | "Officer Involved" | [ 55 ] |
| Detetive Jamie Lovato              | Natalie Martinez   | "Where There's Smoke..." | "Today is Life"    | [ 56 ] |

### Criminosos notórios
| Personagem                                                    | Intérprete           | Crime                               | Primeira Aparição                      | Última aparição          | Ref    |
| ------------------------------------------------------------- | -------------------- | ----------------------------------- | -------------------------------------- | ------------------------ | ------ |
| Sonny Sassone                                                 | Michael DeLuise      | Homicídio (2 vítimas)               | "Tanglewood"                           | "Run Silent, Run Deep"   | [ 57 ] |
| Frankie Mala                                                  | Ed Quinn             | Tentativa de homicídio              | "Grand Murder at Central Station"      | "All Access"             | [ 58 ] |
| Henry Darius                                                  | James Badge Dale     | Homicídio (15 vítimas)              | "Felony Flight" (CSI: Miami crossover) | "Manhattan Manhunt"      | [ 5 ]  |
| D.J. Pratt                                                    | Chad Williams        | Homicídio e estupro (1 / 2 vítimas) | "Summer In The City"                   | "Heroes"                 | [ 59 ] |
| Shane Casey                                                   | Edward Furlong       | Homicídio (8 vítimas)               | "Hung Out to Dry"                      | "The 34th Floor"         | [ 60 ] |
| Clay Dobson                                                   | Joey Lawrence        | Homicídio (3 vítimas)               | "Past Imperfect"                       | "Comes Around"           | [ 61 ] |
| Andrew "Drew" Bedford (também conhecido como "333 Stalker")   | Kerr Smith           | Tentativa de homicídio (6 vítimas)  | "The Deep"                             | "The Thing About Heroes" | [ 62 ] |
| Suspeito X                                                    | Kam Heskin           | Homicídio (6 vítimas)               | "Down the Rabbit Hole"                 | "DOA For a Day"          | [ 5 ]  |
| "Cabbie Killer"                                               | Ryan Locke           | Homicídio (6 vítimas)               | "Like Water For Murder"                | "Taxi"                   | [ 5 ]  |
| Ethan Scott (também conhecido como "Joe")                     | Elias Koteas         | Homicídio (2 vítimas)               | "Hostage"                              | "Veritas"                | [ 63 ] |
| Sebastian Diakos                                              | Adoni Maropis        | Homicídio (2 vítimas)               | "The Cost of Living"                   | "Point of No Return"     | [ 64 ] |
| George Kolovos                                                | Paul Papadakis       | Homicídio (1 vítima)                | "The Cost of Living"                   | "Grounds for Deception"  | [ 65 ] |
| Hollis Eckhart (também conhecido como "Assassino da Bússola") | Skeet Ulrich         | Homicídio (3 vítimas)               | "Lat 40° 47' N/Long 73° 58' W"         | "Manhattanhenge"         | [ 66 ] |
| Raymond Harris                                                | Clifton Collins, Jr. | Homicídio (2 vítimas)               | "Nothing For Something"                | "Life Sentence"          | [ 67 ] |
| John Curtis                                                   | Jason Wiles          | Estupro (5 vítimas)                 | "Crushed"                              | "Means To An End"        | [ 68 ] |